# Trny & Žiletky
Trny & Žiletky je česká hudební skupina z Vyškova, založená v roce 2016. Tříčlenná nonkonformní metalová formace vydala v dubnu 2017 debutní eponymní album u společnosti Redblack. Jejich debut je kombinací tvrdých kytar a hutné atmosféry. V roce 2020 vychází u vydavatelství Magick Disk Musick druhé album "Podměstí". Trny & Žiletky nahráli tvrdé, temné, moderní a obrazotvorné dílo plné ponurých emocí a vášní (recenze Crazy Diamond). 
V říjnu 2021 bylo ohlášeno třetí album nazvané "Třetí hlas". 
Seskupení získalo ocenění Objev roku České rockové ceny Břitva za rok 2017. [zdroj⁠?!]

## Členové
- Michal Eliáš – kytary
- Jiří Sedláček – zpěv
- Pavel Černý – bicí
- Aleš Weizer - klávesy

## Diskografie
Studiová alba
- Trny & Žiletky (2017)
- Podměstí (2020)
- Třetí hlas (2022)

## Videografie
Videoklipy
- Nevědomí (2017)
- Jižní anděl (2017)
- Slepý úhel (2020)
- Černé perutě (2020)
- Maso & Mysl (2021)